# Malva hispanica
Malva hispanica är en malvaväxtart som beskrevs av Carl von Linné. Malva hispanica ingår i Malvasläktet som ingår i familjen malvaväxter. Inga underarter finns listade i Catalogue of Life.

## Bildgalleri

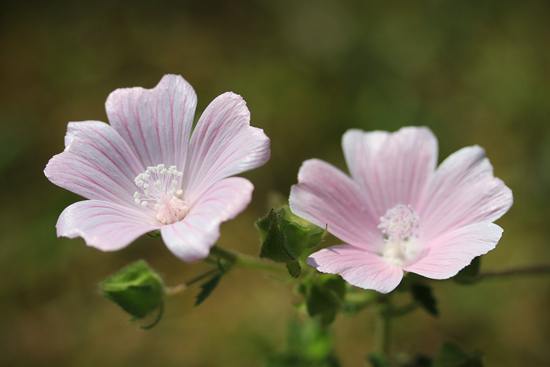